# 光纤路径
光纤路径是存储网络的高科技技术，它是一个千兆位的技术，在传输速度上类似于吉位以太网。按照存储术语，等价于100m/s的光纤路径主机I/O控制器通常称作主机总线适配器（HBA）。与SCSI主机适配器相比较，光纤路径HBA相对昂贵，但是比同等的SCSI能够寻址更多的设备。通常，光纤路径主机总线适配器用于提供更多设备的连接及更快的I/O连通性，而且比SCSI具有更远的延伸距离。